# Briel-sur-Barse

Briel-sur-Barse este o comună în departamentul Aube din nord-estul Franței. În 1 ianuarie 2022 avea o populație de 196 de locuitori.